# 강화 교동 진오기굿
강화 교동 진오기굿(江華 喬桐 진오기굿)은 인천광역시 강화군에서 행해지는, 망자(亡者)의 영혼을 위로하여 저승으로 보내는 망자천도(亡者天道)굿이다. 2019년 5월 7일 인천광역시의 무형문화재 제27호로 지정되었다.

## 개요
진오기굿은 망자(亡者)의 영혼을 위로하여 저승으로 보내는 망자천도(亡者天道)굿을 말한다. 전국 각지에 망자천도굿이 있는데 서울에서는 이를 진오기굿이라 하며, 규모가 큰 경우는 새남굿이라 부른다. 호남에서는 씻김굿이라 칭한다.
강화 교동도에서도 망자천도의례인 진오기굿이 전승되고 있다. 교동 진오기굿은 황해도굿, 경기굿, 서울굿과는 다른 독특한 구성 방식을 보인다. 내림장단 등이 있고 만세받이 장단도 교동 만세받이 장단이라 하여 황해도굿 만세받이나 서울굿 만세받이와도 다르다.
교동진오기굿은 14거리로 연행(演行)된다. 모든 부정을 물리는 별부정, 신령을 청배하는 부정굿, 칠성신을 청배(請陪)하여 인간의 소망을 빌고 공수를 듣는 칠성굿, 남치마에 남쾌자를 걸친 무당이 부채와 방울을 들고 장군신을 청하는 장군거리, 남치마에 별상의대를 입고 진행하는 별상거리, 남치마에 신장의대를 입고 진행하는 신장거리, 남치마에 대감쾌자를 입은 무당이 춤을 추다가 대마루공수를 주는 대감거리가 있다. 교동굿은 장군거리에서 대감거리까지 연이어 굿을 연행하여 이 4거리는 연속성을 갖는 것으로 본다.
다음으로 홍치마에 창부의대(唱夫衣帶)를 입은 무당이 부채와 길지를 들고 창부신(唱夫神)을 청배하는 창부거리, 노란 몽두리(蒙頭里)를 입고 진행하는 명도거리, 사재를 불러 진행하는 사재거리, 저승에 간 망자가 가시문을 넘어 굿청으로 들어오는 가시문넘기, 쌀 말 위에 걸터앉은 무당이 망자의 넋두리를 시작하는 넋청, 염불장단에 맞춰 삼베와 무명을 겹쳐서 만든 다리를 몸으로 가르는 다리가르기, 여러 잡귀 잡신을 청배하여 놀리는 마당거리 순으로 연행되어 마무리 된다.
강화 교동도는 진오기굿 외에도 대동굿, 부군당굿, 사신굿 등이 행해지고, 각 가정마다 단골 무당을 두어 집안의 치성을 드렸을 만큼 무업이 성행한 곳이다. 이러한 배경에서 발전해 온 교동의 진오기굿은 황해도굿과 서울․경기굿 사이에서 지역 정체성이 드러나는 굿으로 주목된다.

## 보유자
| 지정번호 및 명칭 | 구 분               | 성 명 (생년월일) | 성별 | 기‧예능  | 주 소                         | 지정일자        |
| ---------------- | ------------------- | ---------------- | ---- | -------- | ----------------------------- | --------------- |
| 강화교동진오기굿 | 주정자 (1964.**.**) | 보유자 인정      | 여   | 의례의식 | 인천시 강화군 송해면 전망대로 | 2019.05.07 지정 |

## 같이 보기
- 진오기굿

## 참고 문헌
- 강화 교동 진오기굿 - 국가유산청 국가유산포털